# 孙学悟
孙学悟（1888年10月27日—1952年6月15日），字颍川，出生于山东省威海卫，中国近代的化工专家。

## 生平
孙学悟1905年在英国人开办的安里甘堂学校完成中学学业后，东渡日本就读于早稻田大学。同年，他在日本参加了孙中山领导的中国同盟会，翌年受命回国参加推翻清政府的革命活动。
1907年，孙学悟进入上海圣约翰大学。1910年，孙学悟考入清华学堂留美预备班。1911年赴美，到哈佛大学攻读化学专业。1915年，获化学博士学位，留校任助教。1919年，孙学悟应张伯苓邀请回国到南开大学筹建理学系。1920年，为更接近实际生产，应哈佛大学同学之邀，孙学悟到开滦煤矿任总化学师。
1922年，孙学悟受到侯德榜的影响和范旭东之邀，到天津塘沽就任久大精盐公司化学室主任，筹办黄海化学工业研究社并任社长。